# Jonsdorf
Jonsdorf est une commune de Saxe (Allemagne), située dans l'arrondissement de Görlitz, dans le district de Dresde.
Jonsdorf est une station thermale. La meulière de Jonsdorf, tirée des grès métamorphiques des monts de Lusace, était naguère réputée dans toute l’Europe centrale.

## Géographie

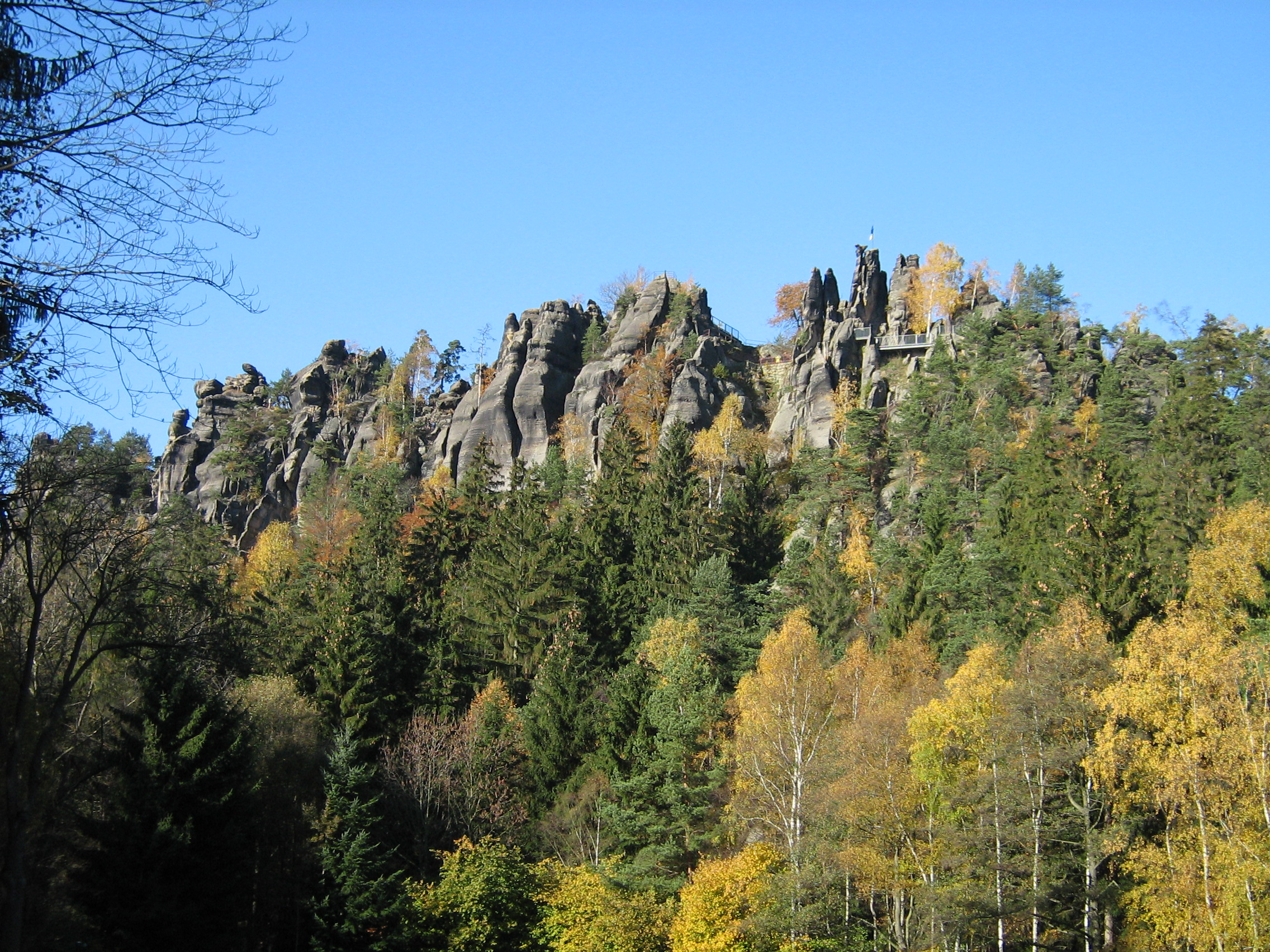
Die Nonnenfelsen, formations géologiques de grès près de Jonsdorf

Jonsdorf est situé dans les vallées du Grundbach et du Pochebach, dans les monts de Zittau, à la frontière avec la Bohême du Nord (République tchèque). L'endroit est encadré par plusieurs montagnes telles que le Buchberg et le Jonsberg. Dans le sud-est se trouvent des formations géologiques de grès qui sont des zones naturelles protégées.

## Histoire

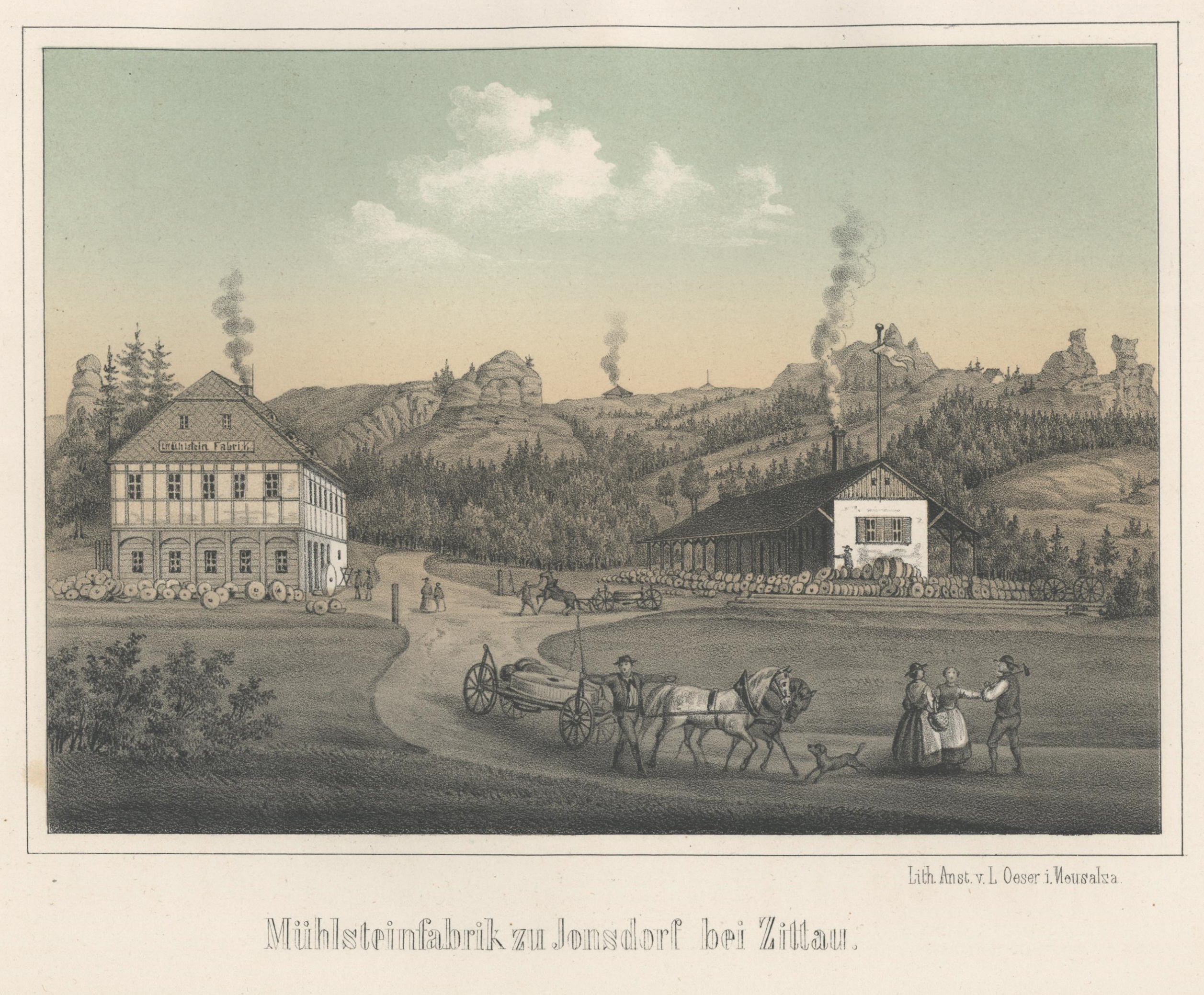
Fabrique de production de meules à Jonsdorf, 1856

La première mention écrite Jonsdorfs date de 1539. Le cloître de célestins de la ville d'Oybin vendit des terres à dix colons. En 1574, les terres qui appartenaient à Oybin furent vendus par Maximilien II de Habsbourg à la ville de Zittau et celles de Jonsdorf au conseil municipal. Après 1560, les fils du juge local Hans Richter découvrirent que le grès trouvé au sud du village était propice à la production de meules. En 1580, la première carrière fut louée à la ville de Zittau par Hieronymu Richter. En 1667, le conseil de la ville de Zittau décida de créer d'autres carrières sur le Pochebach entre Jonsdorf et Waltersdorf, créant ainsi Neu-Jonsdorf. En 1731, les landes situées entre Alt et Neu-Jonsdorf furent coupées et les deux villages furent réunis.
En 1841, le développement touristique du village a commencé. Karl Linke a ouvert un sanatorium à eau froide. L’apparition de la station thermale a favorisé le tourisme. En 1890, le chemin de fer à voie étroite de Zittau à destination de Jonsdorf a été inauguré.
Après plus de 300 ans, l'exploitation des meules a pris fin à Jonsdorf en 1917.
À la fin de la Seconde Guerre mondiale, Jonsdorf a accueilli de nombreux réfugiés qui avaient été expulsés de leur pays d'origine, notamment des villages voisins de Bohême.